# Un baño en Asnieres
Un baño en Asnieres (en francés: Une baignade à Asnières) es un cuadro del pintor francés Georges Pierre Seurat realizado en 1884 y exhibido en la National Gallery de Londres. 
Es el primero de sus cuadros de gran dimensión, que Seurat intentó sin éxito exponer en el Salón de París, y rehusó hacerlo como alternativa en el Salón de los Independientes, en ese momento recién fundado. Para esta obra preparó una serie de 14 dibujos al óleo y dibujos preparatorios. 
La obra presenta ya los rasgos fundamentales el estilo de Seurat: vegetación, agua y lejanía vibran y sus contornos se bañan en una atmósfera impresionista, pero las figuras humanas se dibujan con un perfil neto (reforzado por el nimbo de tono opuesto que las rodea), como un bajorrelieve y en posturas nada casuales.
La obra representa una instantánea de la vida en los suburbios de París; de hecho Asnieres era un área donde los parisinos concurrían únicamente en los días festivales para andar en barca o bañarse en las aguas del Sena. La escena se sitúa en un sitio de recreo en la periferia de París, hasta donde acudían quienes no podían permitirse un boleto de tren hasta otros sitios de recreo en los que se necesitaba llegar en esa forma como Argenteuil.
La pintura evoca el sopor de una calurosa tarde de sol, sin dejar de lado detalles urbanos como las chimeneas y las vías ferroviarias. No obstante, no logra transmitir el ambiente festivo a las orillas del río, ya que con su método puntillista las personas quedan «desposeídas de su individualidad». El delineado de los personajes plasmados frente al agua no se realizó mediante líneas sino con pequeños toques de pincel, otorgando una suerte de luminiscencia en torno a ellos. Toda la escena posee una suerte de neblina o vapor. Seurat retoma en esta obra un tema plenamente impresionista, pero la retoma con perfiles menos refinados y basándose plenamente en el estilo puntillista mediante la aplicación directa del óleo con colores claramente divididos.
Con esta obra, conceptualmente moderna, Seurat intenta probablemente poner en práctica después de cuarenta años la exhortación del poeta Charles Baudelaire para representar los aspectos "heroicos" de la vida cotidiana en París: 

La vida en París está llena de sujetos poéticos y maravillosos: lo maravilloso se abraza y se baña en la atmósfera que lo circunda.
Charles Baudelaire